# Sionskerk (Oudeschoot)
De Sionskerk is een kerkgebouw in Oudeschoot in de Nederlandse provincie Friesland.

## Beschrijving
De huidige kerk met vrijstaande klokkentoren is in 1964-1965 gebouwd naar plannen van het Amsterdamse architectenbureau C. van der Bom & W. Ingwersen. Het oude kerkje uit 1894 was te klein geworden voor de Gereformeerde gemeente van Oudeschoot en werd afgebroken en vervangen. Het orgel uit 1966 is gemaakt door de Gebr. Reil. Het gebrandschilderd glas in de oostgevel is vervaardigd door Frits Klein. De naam van de kerk verwijst naar de tekst op de gevel van het oude kerkje: "Sion zal door recht verlost worden" (Jesaja 1:27). In 2018 is de kerk verbouwd naar ontwerp van architect Harm Tigchelaar.

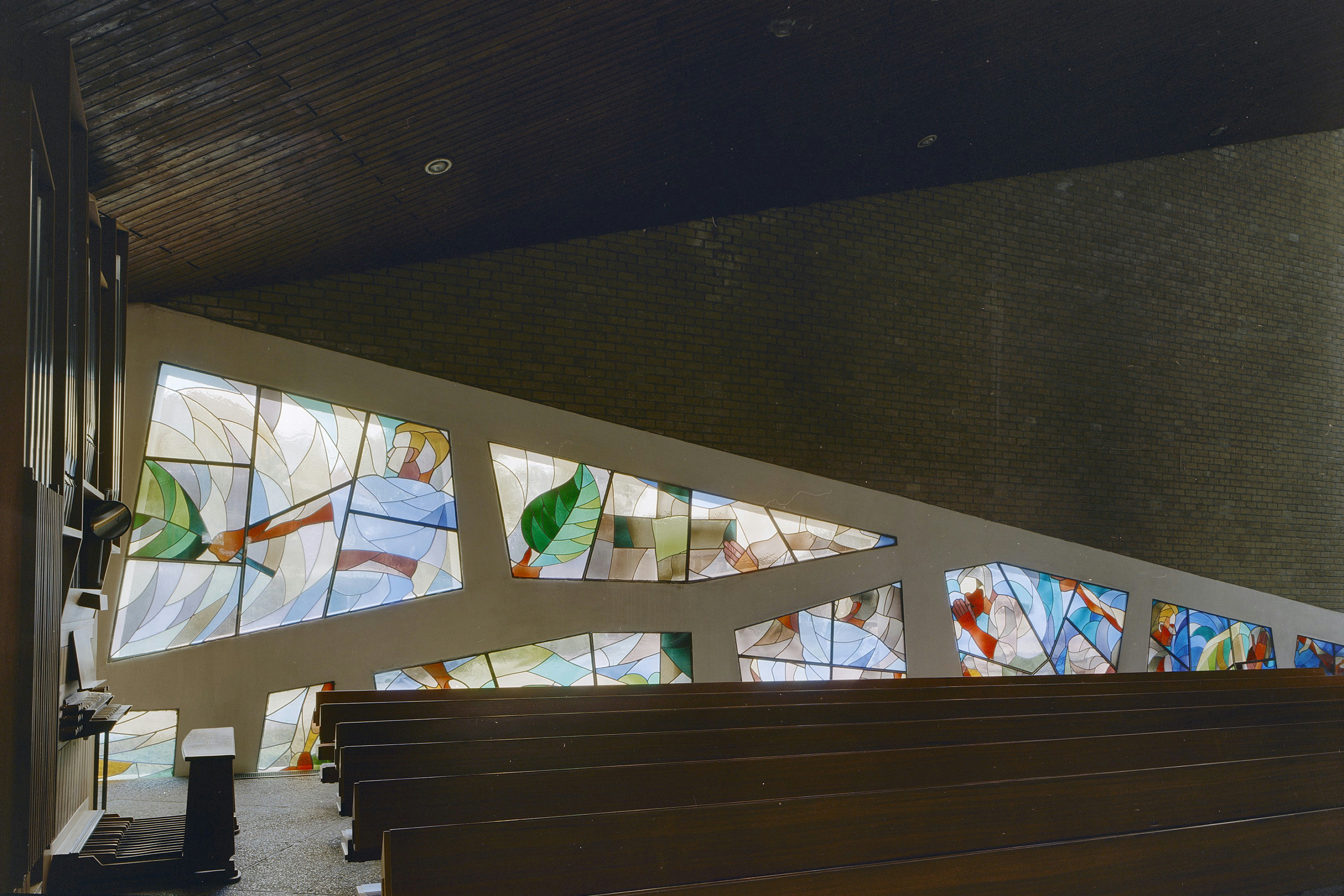
Interieur met gekleurd glas
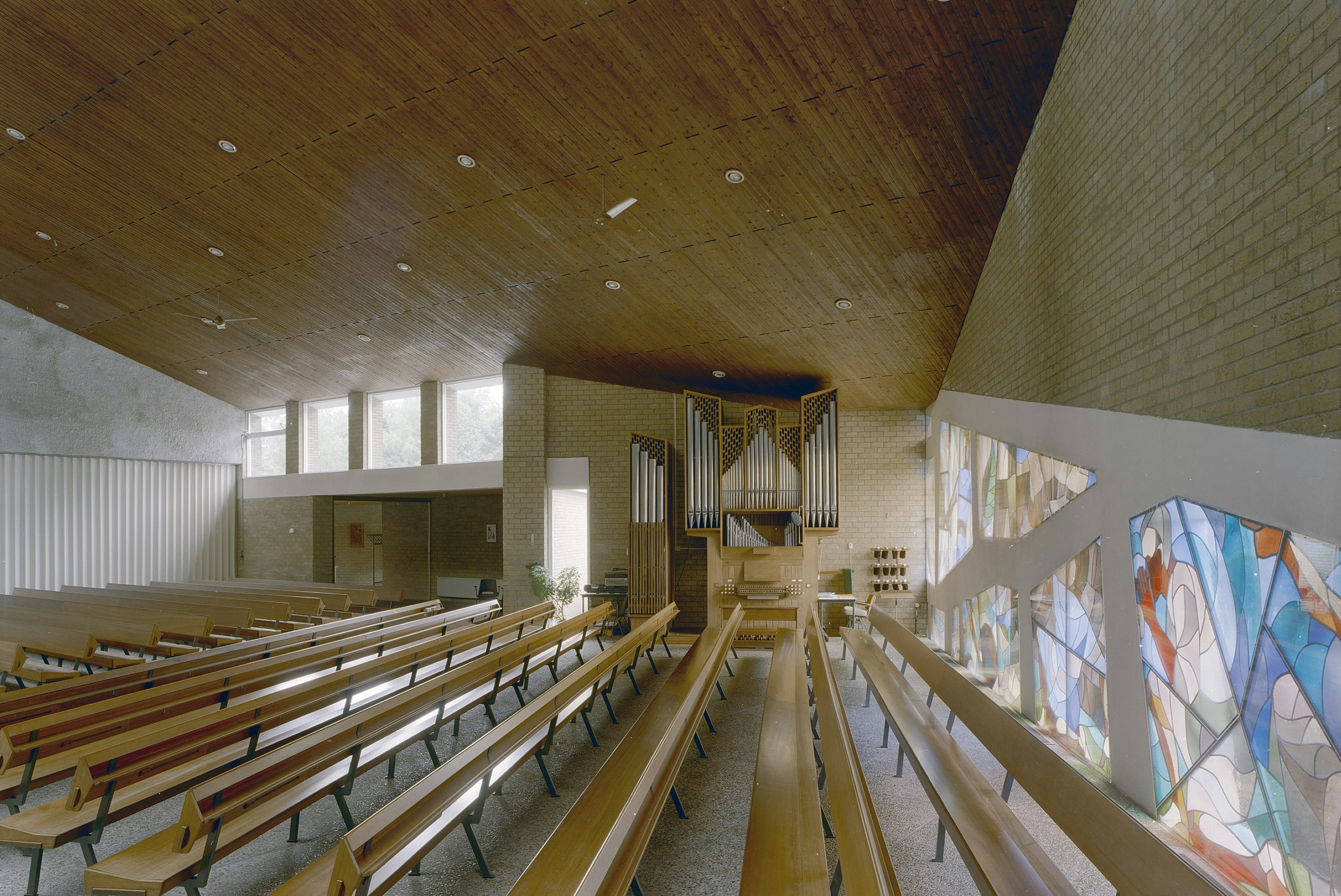
Interieur met orgel (2002)

Er wordt gekerkt door de Protestantse gemeente Heerenveen.